# Holger Bonus
Holger Bonus (* 15. Februar 1935 in Berlin; † 24. September 2012) war ein deutscher Volkswirt.

## Leben
Er studierte in Bonn, Hamburg und Heidelberg zunächst Germanistik und Kunstgeschichte, später Volkswirtschaftslehre. Nach seinem Examen als Diplomvolkswirt war er mehrere Jahre wissenschaftlicher Mitarbeiter am Institut für Ökonometrie und Unternehmensforschung der Universität Bonn. 1967 promovierte er. Nach der Habilitation 1971 folgte er 1973 dem Ruf auf den Lehrstuhl für Empirische Makroökonomik an der Universität Dortmund. Fünf Jahre später übernahm er den Lehrstuhl für Volkswirtschaftslehre, insbesondere Finanzwissenschaft, an der Universität Konstanz. 1984 wurde er Direktor des Instituts für Genossenschaftswesen in Münster.